# 默魯盧伊鄉
45°51′N 27°41′E / 45.850°N 27.683°E
默魯盧伊鄉（羅馬尼亞語：Comuna Valea Mărului, Galați），是羅馬尼亞的鄉份，位於該國東部，由加拉茨縣負責管轄，面積49平方公里，海拔高度99米，2007年人口3,755，人口密度每平方公里77人。